# Любомир Иванов (кмет)
Вижте пояснителната страница за други личности с името Любомир Иванов.
Любомир Иванов (Иванчев) е български политик, кмет на Горна Джумая от 3 април 1935 година до 15 юли 1938 година.

## Биография
Роден е в град Брезник. От 1934 г. е помощник-кмет на Иван Мициев. На следващата година Мицев е освободен от длъжност поради напреднала възраст и неговото място заема Любомир Иванов. На този пост той остава до 1938 г. По време на неговия мандат се укрепва коритото на река Бистрица, изработва се нов правилник за вътрешния ред при заседания на Общинския съвет и други.